# Liste der Bodendenkmäler in Türkenfeld
Auf dieser Seite sind die Bodendenkmäler in der oberbayerischen Gemeinde Türkenfeld zusammengestellt. Diese Tabelle ist eine Teilliste der Liste der Bodendenkmäler in Bayern. Grundlage ist die Bayerische Denkmalliste, die auf Basis des Bayerischen Denkmalschutzgesetzes vom 1. Oktober 1973 erstmals erstellt wurde und seither durch das Bayerische Landesamt für Denkmalpflege geführt wird. Die folgenden Angaben ersetzen nicht die rechtsverbindliche Auskunft der Denkmalschutzbehörde.

## Bodendenkmäler der Gemeinde Türkenfeld

### Bodendenkmäler in der Gemarkung Geltendorf
| Lage                  | Objekt                                                           | Akten-Nr.     | Bild |
| --------------------- | ---------------------------------------------------------------- | ------------- | ---- |
| Geltendorf (Standort) | Grabhügel vorgeschichtlicher Zeitstellung. Siehe auch: Hügelgrab | D-1-7832-0055 |      |

### Bodendenkmäler in der Gemarkung Türkenfeld
| Lage                               | Objekt | Akten-Nr.     | Bild           |
| ---------------------------------- | --- | ------------- | -------------- |
| Türkenfeld (Standort)              | Reihengräberfeld des frühen Mittelalters. Siehe auch: Reihengräberfeld, Mittelalter                                                                                               | D-1-7832-0056 |                |
| Türkenfeld (Standort)              | Grabhügel vorgeschichtlicher Zeitstellung. | D-1-7832-0057 |                |
| Türkenfeld (Standort)              | Grabhügel vorgeschichtlicher Zeitstellung. | D-1-7832-0058 |                |
| Türkenfeld (Standort)              | Verebnete Grabhügel vorgeschichtlicher Zeitstellung. | D-1-7832-0120 |                |
| Türkenfeld (Standort)              | Verebnete Grabhügel vorgeschichtlicher Zeitstellung. | D-1-7832-0123 |                |
| Türkenfeld (Standort)              | Verebnetes Grabenwerk vor- und frühgeschichtlicher Zeitstellung. Siehe auch: Grabenwerk                                                                                           | D-1-7832-0131 |                |
| Türkenfeld (Standort)              | Villa rustica der römischen Kaiserzeit. Siehe auch: Villa rustica, Römische Kaiserzeit                                                                                            | D-1-7832-0145 |                |
| Türkenfeld Schlossweg 1 (Standort) | Untertägige spätmittelalterliche und frühneuzeitliche Befunde im Bereich der katholischen Pfarrkirche Mariä Himmelfahrt in Türkenfeld. Siehe auch: Mariä Himmelfahrt (Türkenfeld) | D-1-7832-0292 | weitere Bilder |
| Türkenfeld Schlossweg 2 (Standort) | Untertägige mittelalterliche und frühneuzeitliche Befunde im Bereich von Schloss Türkenfeld und seiner Vorgängerbauten. Siehe auch: Fuggerschloss Türkenfeld                      | D-1-7832-0293 | weitere Bilder |
| Türkenfeld (Standort)              | Brandgräber der mittleren Latènezeit. Siehe auch: Brandgrab, Latènezeit | D-1-7832-0305 |                |
| Türkenfeld (Standort)              | Grabhügel vorgeschichtlicher Zeitstellung. | D-1-7832-0309 |                |
| Türkenfeld (Standort)              | Verebnete Grabhügel vorgeschichtlicher Zeitstellung. | D-1-7932-0002 |                |
| Türkenfeld (Standort)              | Verebnete Grabhügel vorgeschichtlicher Zeitstellung. | D-1-7932-0003 |                |

### Bodendenkmäler in der Gemarkung Zankenhausen
| Lage                                              | Objekt | Akten-Nr.     | Bild           |
| ------------------------------------------------- | --- | ------------- | -------------- |
| Zankenhausen (Standort)                           | Körpergräber des frühen Mittelalters. Siehe auch: Körpergrab | D-1-7832-0060 |                |
| Zankenhausen (Standort)                           | Verebnete Grabhügel oder Siedlung vorgeschichtlicher Zeitstellung.                                                                                                 | D-1-7832-0127 |                |
| Zankenhausen (Standort)                           | Siedlung und Kreisgraben vor- und frühgeschichtlicher Zeitstellung. Siehe auch: Kreisgraben                                                                        | D-1-7832-0128 |                |
| Zankenhausen (Standort)                           | Verebnete Grabhügel vorgeschichtlicher Zeitstellung. | D-1-7832-0129 |                |
| Zankenhausen Pleitmannswanger Straße 6 (Standort) | Untertägige spätmittelalterliche und frühneuzeitliche Befunde im Bereich der katholischen Pfarrkirche St. Johann Baptist in Zankenhausen. Siehe auch: Zankenhausen | D-1-7832-0295 | weitere Bilder |
| Zankenhausen (Standort)                           | Abschnittsbefestigung des frühen Mittelalters. | D-1-7932-0001 |                |